# Scorzè
Scorzè es una localidad y comune italiana de la provincia de Venecia, región de Véneto, con 19.033 habitantes.

## Evolución demográfica
| Gráfica de evolución demográfica de Scorzè entre 1861 y 2001 |
|                                                              |
| Fuente ISTAT - elaboración gráfica de Wikipedia              |

## Economía
Es la sede del Agua Minerale San Benedetto, que también tiene una planta en San Antonio de Requena